# Darwin (cràter)
Darwin és un cràter d'impacte que es troba a la part sud-est de la Lluna, i és prou a prop de l'extremitat per aparèixer de manera significativa en escorç quan és vist des de la Terra. Unit a la vora sud hi ha el cràter Lamarck. Al nord-est apareix Crüger, un cràter amb un sòl fosc.
La vora externa d'aquesta formació ha estat desintegrada significativament pels impactes propers. Les parts sud i nord de la vora estan gairebé destruïdes. La vora oriental està lleugerament desgastada. Diversos petits cràters es troben al llarg de la vora del sud-oest. El cràter satèl·lit Darwin B, una formació força gran amb un diàmetre de 56 quilòmetres, s'uneix amb la vora occidental exterior.

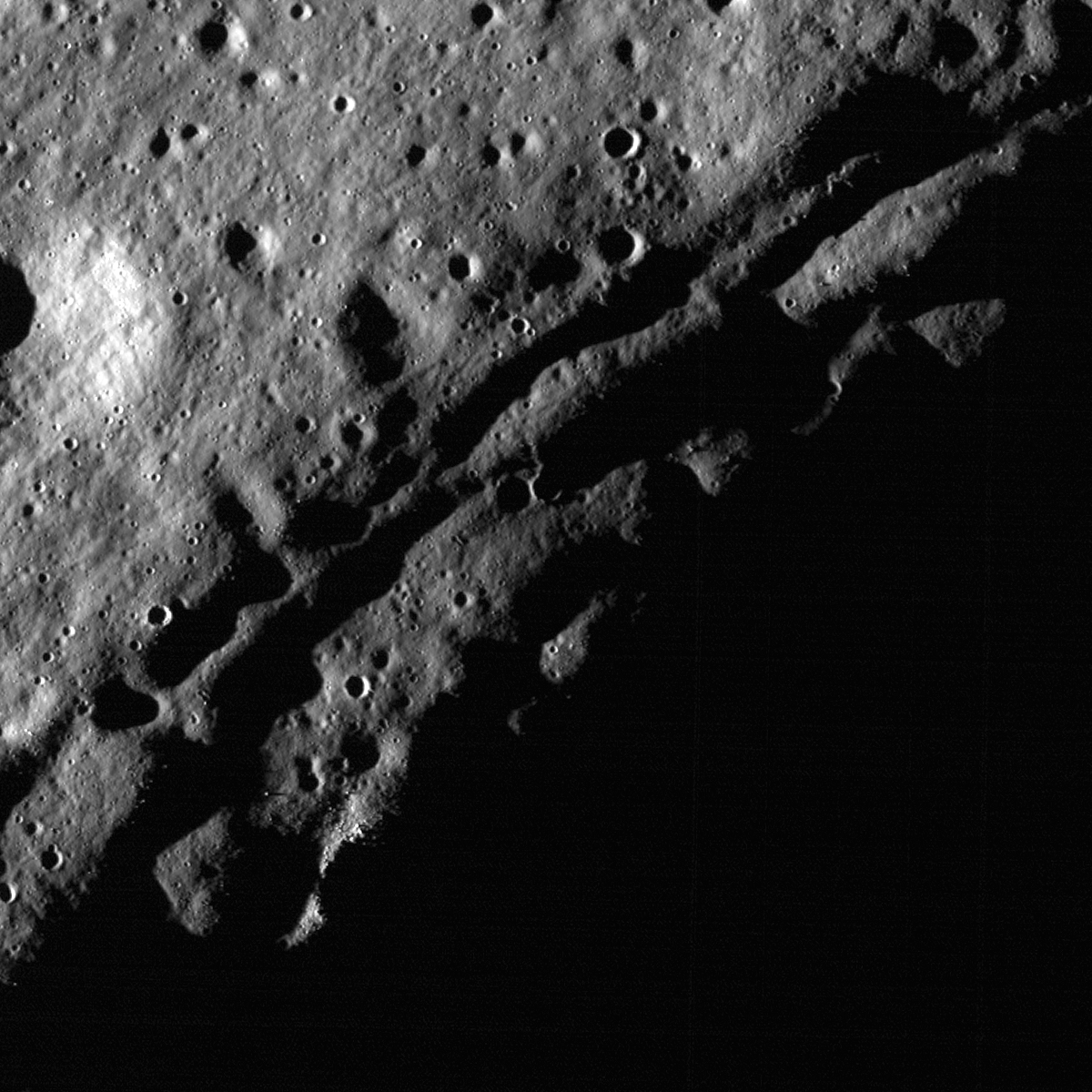
Fotografia de la missió LRO
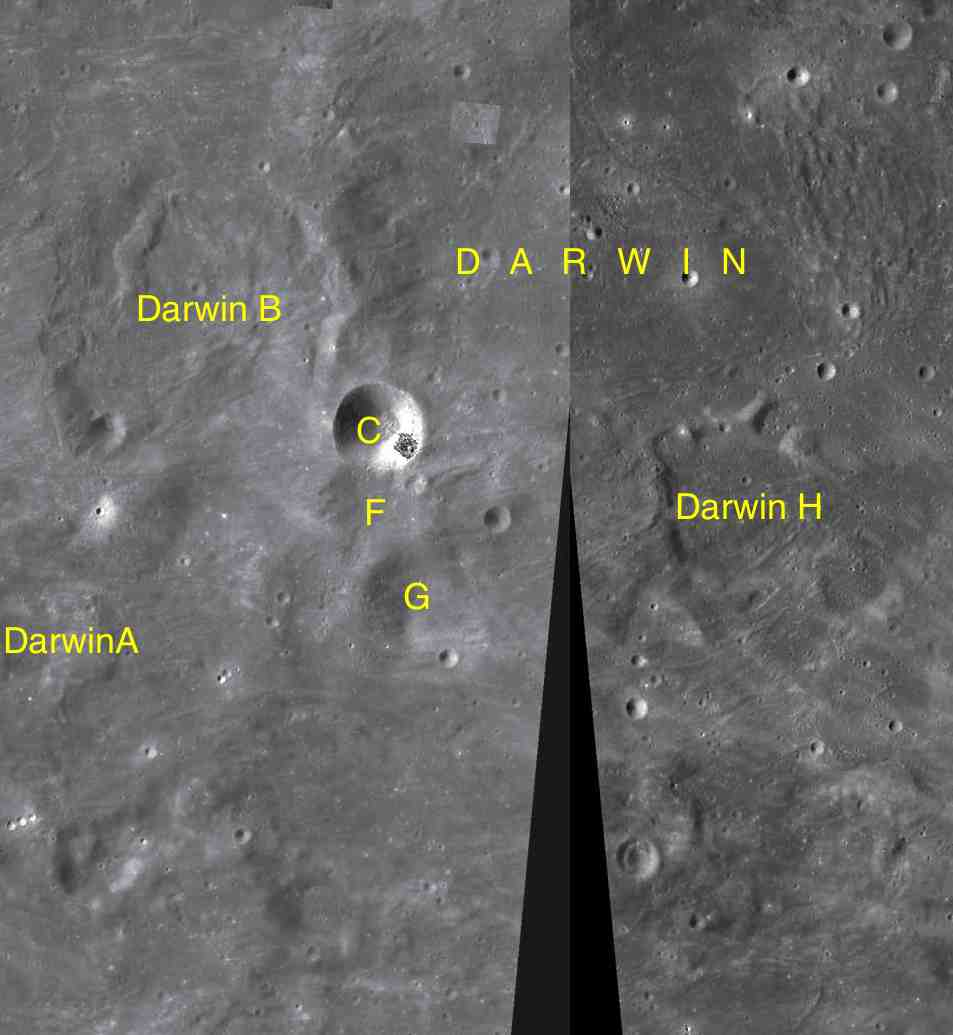
Cràters satèl·lit

Parts del sòl interior de Darwin han estat regenerades per fluxos de lava. El sòl del sud de Darwin està aproximadament a nivell, encara que amb característiques superficials irregulars i diversos cràters petits. Presenta un conjunt de dunes amb forma de turons a la part nord-est de la planta, producte de la desacceleració superficial dels fluxos de material projectat per l'impacte que va generar la Mare Orientale i que va afectar la rima de l'est. Al sòl occidental apareix un dom gran, baix, i una mica irregular, un dels pocs que no es troben en una mar lunar. També es localitza el romanent d'un petit cràter a l'extrem sud de la planta.
Un sistema de rimes travessa la part nord de la planta, depassa la vora oriental i continua cap al sud-est. Aquestes fissures es designen Rimae Darwin i s'estenen al llarg d'una distància d'uns 280 quilòmetres. A l'est de Darwin, aquest sistema de fissures creua la Rimae Sirsalis, una àmplia rima que segueix una línia cap al nord-est.

## Cràters satèl·lit
Per convenció aquests elements són identificats en els mapes lunars posant la lletra en el costat del punt central del cràter que està més proper a Darwin.
| Darwin | Coordenades                          | Diàmetre |
| ------ | ------------------------------------ | -------- |
| A      | 21° 48′ S, 73° 00′ O / 21.8°S,73.0°O | 24 km    |
| B      | 19° 54′ S, 72° 12′ O / 19.9°S,72.2°O | 56 km    |
| C      | 20° 30′ S, 71° 00′ O / 20.5°S,71.0°O | 16 km    |
| F      | 21° 00′ S, 71° 00′ O / 21.0°S,71.0°O | 18 km    |
| G      | 21° 30′ S, 70° 42′ O / 21.5°S,70.7°O | 17 km    |
| H      | 21° 00′ S, 68° 48′ O / 21.0°S,68.8°O | 30 km    |